# Пэрство Шотландии
Пэрство Шотландии (гэльск. Moraireachd na h-Alba, скотс Maikage o Scotland) включает в себя все пэрства, созданные в королевстве Шотландии до Акта об унии 1707 года. В этом году пэрства Англии и Шотландии были заменены одним пэрством Великобритании.

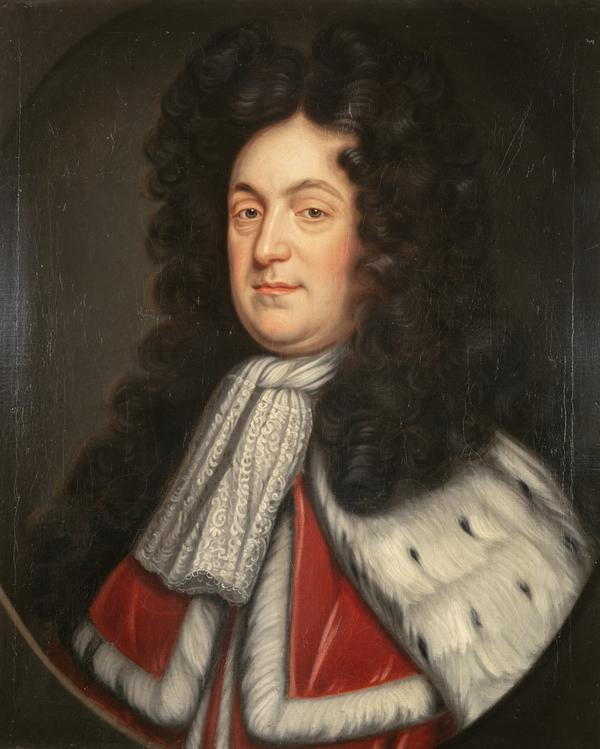
Джон Гамильтон, Второй Лорд Белхейвен и Стентон.

Рангами пэрства Шотландии, в порядке убывания, являлись герцог, маркиз, граф, виконт и лорд парламента (в отличие от пэрства Англии, титул барона в Шотландии использовался только как феодальный). В отличие от Англии, в соответствии с правом Шотландии, шотландские пэрства могут передаваться по наследству через дочерей (по старшинству), а также через приёмных детей.

## Герцоги в пэрстве Шотландии
См. также Список герцогских титулов Британских островов
| Титул                     | Создание                  | Другие герцогские титулы                                                                            |
| ------------------------- | ------------------------- | --------------------------------------------------------------------------------------------------- |
| Герцог Ротсей             | с 1398 года               | С 1603 года, исключительно принц Уэльский как наследник трона герцог Корнуольский в пэрстве Англии  |
| Герцог Гамильтон          | с 1643 года               | Герцог Брендон в пэрстве Великобритании                                                             |
| Герцог Баклю и Куинсберри | с 1663 года и с 1684 года | Граф Донкастер в пэрстве Англии                                                                     |
| Герцог Леннокс            | с 1675 года               | герцог Ричмонд в пэрстве Англии герцог Гордон в пэрстве Соединённого королевства                    |
| Герцог Аргайл             | с 1701 года               | лорд Сандридж и Гамильтон в пэрстве Великобритании герцог Аргайл в пэрстве Соединённого королевства |
| Герцог Атолл              | с 1703 года               | |
| Герцог Монтроз            | с 1707 года               | граф Грэм в пэрстве Великобритании                                                                  |
| Герцог Роксбург           | с 1707 года               | граф Иннс в пэрстве Соединённого королевства                                                        |

## Маркизы в пэрстве Шотландии
См. также Список маркизатов Британских островов
| Титул             | Создание    | Другие титулы                                    |
| ----------------- | ----------- | ------------------------------------------------ |
| Маркиз Хантли     | с 1599 года | лорд Мелдрам в пэрстве Соединённого королевства  |
| Маркиз Куинсберри | с 1682 года |                                                  |
| Маркиз Твиддэйл   | с 1694 года | лорд Твиддэйл в пэрстве Соединённого королевства |
| Маркиз Лотиан     | с 1701 года | лорд Кер в пэрстве Соединённого королевства      |

## Графы в пэрстве Шотландии
См. также Список графских титулов Британских островов
| Титул                     | Создание                  | Другие графские или высшие титулы                                                                |
| ------------------------- | ------------------------- | ------------------------------------------------------------------------------------------------ |
| Граф Сазерленд            | с 1230 года               |                                                                                                  |
| Граф Кроуфорд и Балкаррес | с 1398 года и с 1651 года | лорд Уиган в пэрстве Соединённого королевства барон Балниел в пожизненном пэрстве                |
| Графиня Мар               | с 1114 года               |                                                                                                  |
| Граф Эррол                | с 1452 года               |                                                                                                  |
| Граф Роутс                | с 1457 года               |                                                                                                  |
| Граф Мортон               | с 1458 года               |                                                                                                  |
| Граф Бьюкен               | с 1469 года               | лорд Эрскин в пэрстве Соединённого королевства                                                   |
| Граф Эглинтон             | с 1507 года               | Граф Уинтон в пэрстве Соединённого королевства                                                   |
| Граф Кассилис             | с 1509 года               | маркиз Эйлса в пэрстве Соединённого королевства                                                  |
| Граф Кейтнесс             | с 1455 года               |                                                                                                  |
| Граф Мар и Келли          | с 1565 года и с 1619 года | барон Эрскин оф Аллоа Тауэр в пожизненном пэрстве                                                |
| Граф Морей                | с 1562 года               | барон Стюарт в пэрстве Великобритании                                                            |
| Граф Хьюм                 | с 1605 года               | лорд Дуглас в пэрстве Соединённого королевства                                                   |
| Граф Перт                 | с 1605 года               |                                                                                                  |
| Граф Аберкорн             | с 1606 года               | герцог Аберкорн в пэрстве Ирландии маркиз Аберкорн в пэрстве Великобритании                      |
| Граф Стратмор и Кингхорн  | 1606 года                 | граф Стратмор и Кингхорн в пэрстве Соединённого королевства                                      |
| Граф Хаддингтон           | с 1619 года               |                                                                                                  |
| Граф Нитсдейл             | с 1620 года               |                                                                                                  |
| Граф Галлоуэй             | с 1623 года               |                                                                                                  |
| Граф Лодердейл            | с 1624 года               |                                                                                                  |
| Граф Линдсей              | с 1633 года               |                                                                                                  |
| Граф Лаудон               | с 1633 года               |                                                                                                  |
| Граф Кинньюл              | с 1633 года               | лорд Хэй в пэрстве Великобритании                                                                |
| Граф Дамфрис и Бьют       | с 1633 года и с 1703 года | маркиз Бьют в пэрстве Великобритании                                                             |
| Граф Элгин и Кинкардин    | с 1633 года и с 1647 года | лорд Элгин в пэрстве Соединённого королевства                                                    |
| Граф Саутеск              | с 1633 года               | герцог Файф в пэрстве Соединённого королевства                                                   |
| Граф Уимс и Марч          | с 1633 года и с 1697 года | лорд Уимс в пэрстве Соединённого королевства                                                     |
| Граф Дальхузи             | с 1633 года               | лорд Рамсей в пэрстве Соединённого королевства                                                   |
| Граф Эрли                 | с 1639 года               |                                                                                                  |
| Граф Левен и Мелвилл      | с 1641 года и с 1690 года |                                                                                                  |
| Граф Дайсарт              | с 1643 года               |                                                                                                  |
| Граф Селкирк              | с 1646 года               | барон Селкирк Дугласский в пожизненном пэрстве                                                   |
| Граф Нортеск              | с 1647 года               |                                                                                                  |
| Граф Данди                | с 1660 года               |                                                                                                  |
| Граф Ньюберг              | с 1660 года               |                                                                                                  |
| Граф Аннандэйл и Хартфелл | с 1662 года               |                                                                                                  |
| Граф Дандональд           | с 1669 года               |                                                                                                  |
| Граф Дамбартон            | с 1675 года               |                                                                                                  |
| Граф Кинтор               | с 1677 года               | виконт Стоунхейвен в пэрстве Соединённого королевства                                            |
| Граф Абердин              | с 1682 года               | виконт Гордон в пэрстве Великобритании маркиз Абердин и Темер в пэрстве Соединённого королевства |
| Граф Данмор               | 1686 года                 |                                                                                                  |
| Граф Оркни                | 1696 года                 |                                                                                                  |
| Граф Сифилд               | с 1701 года               |                                                                                                  |
| Граф Стэр                 | с 1703 года               | лорд Оксенфурд в пэрстве Соединённого королевства                                                |
| Граф Розбери              | 1703 года                 | граф Мидлотиан в пэрстве Соединённого королевства                                                |
| Граф Глазго               | с 1703 года               | лорд Фэрли в пэрстве Соединённого королевства                                                    |
| Граф Хоуптоун             | с 1703 года               | маркиз Линлитгоу в пэрстве Соединённого королевства                                              |

## Виконты в пэрстве Шотландии
См. также Список виконтств Британских островов
| Титул           | Создание    | Другие виконтские или высшие титулы    |
| --------------- | ----------- | -------------------------------------- |
| Виконт Фолкленд | с 1620 года |                                        |
| Виконт Стормонт | с 1621 года | граф Мэнсфилд в пэрстве Великобритании |
| Виконт Арбатнот | с 1641 года |                                        |
| Виконт Оксфьюрд | с 1651 года |                                        |

## Лорды парламента в пэрстве Шотландии
См. также Список баронских титулов Британских островов
| Титул                     | Создание    | Другие баронские или высшие титулы                                                                                       |
| ------------------------- | ----------- | --- |
| Лорд Форбс                | с 1442 года | |
| Лорд Грей                 | с 1445 года | |
| Леди Салтон               | с 1445 года | |
| Лорд Синклер              | с 1449 года | |
| Лорд Бортвик              | с 1452 года | |
| Лорд Кэткарт              | с 1452 года | граф Кэткарт в пэрстве Соединённого королевства                                                                          |
| Лорд Лават                | с 1464 года | лорд Лават в пэрстве Соединённого королевства                                                                            |
| Лорд Семпилл              | с 1488 года | |
| Леди Харриес из Терреглса | с 1490 года | |
| Лорд Элфинстоун           | с 1510 года | лорд Элфинстоун в пэрстве Соединённого королевства                                                                       |
| Лорд Тофикен              | с 1564 года | |
| Леди Кинлосс              | с 1602 года | |
| Лорд Колвилл Калросский   | с 1604 года | Виконт Колвилл Калросский в пэрстве Соединённого королевства                                                             |
| Лорд Бальфур из Бёрли     | с 1607 года | |
| Лорд Дингуолл             | с 1609 года | лорд Лукас в пэрстве Англии                                                                                              |
| Лорд Нейпир               | с 1627 года | лорд Эттрик в пэрстве Соединённого королевства                                                                           |
| Лорд Ферфакс из Камерона  | с 1627 года | |
| Лорд Рей                  | 1628 года   | |
| Лорд Форрестер            | с 1633 года | лорд Верулам в пэрстве Великобритании виконт Гримстон в пэрстве Ирландии граф Верулам в пэрстве Соединённого королевства |
| Лорд Элибанк              | с 1643 года | |
| Лорд Белхейвен и Стентон  | с 1647 года | |
| Лорд Ролло                | с 1651 года | лорд Даннинг в пэрстве Соединённого королевства                                                                          |
| Лорд Рутвен Фриландский   | с 1651 года | Граф Карлайл в пэрстве Англии                                                                                            |
| Лорд Нэрн                 | с 1681 года | Виконт Мерси в пэрстве Соединённого королевства                                                                          |
| Лорд Полуарт              | с 1690 года | |